# ماغنوس ميلس
ماغنوس ميلس (بالإنجليزية: Magnus Mills)‏ (و. 1954  م) هو مؤلف، وروائي، وكاتب بريطاني، ولد في برمينغهام.

## التعليم
تعلم في جامعة ورك.